# Saint-Georges (Grenade)
Pour les articles homonymes, voir Saint-Georges, Saint Georges et Georges.
Saint-Georges (orthographié St. George's en anglais ; Sen Jòj en créole grenadien (en)) est la capitale de la Grenade.
La ville a été fondée en 1650 par les Français sur ordre de Richelieu. Elle a été la capitale des Îles-du-Vent britanniques de 1885 à 1960.

## Histoire

### Fondation par les Français
Saint-Georges a été fondée par les Français en 1650, lorsque "La Grenade" (Grenade) a été colonisée par Jacques Dyel du Parquet, gouverneur de la Martinique. Les Français ont commencé leur colonisation par une série d'escarmouches qui ont pratiquement exterminé la population caraïbe indigène de l'île.

### Construction du Fort Royal
En 1666, les colons français ont construit une fortification en bois sur un promontoire surplombant le port naturel de la Grenade et l'ont baptisée Fort Royale. En 1705, les travaux de construction d'un fort bastionnée ont commencé sur le même site, avec quatre bastions en pierre, selon les plans de Jean de Giou de Caylus, ingénieur en chef des "Îles d'Amérique", les Antilles françaises. Il a été achevé en 1710,.

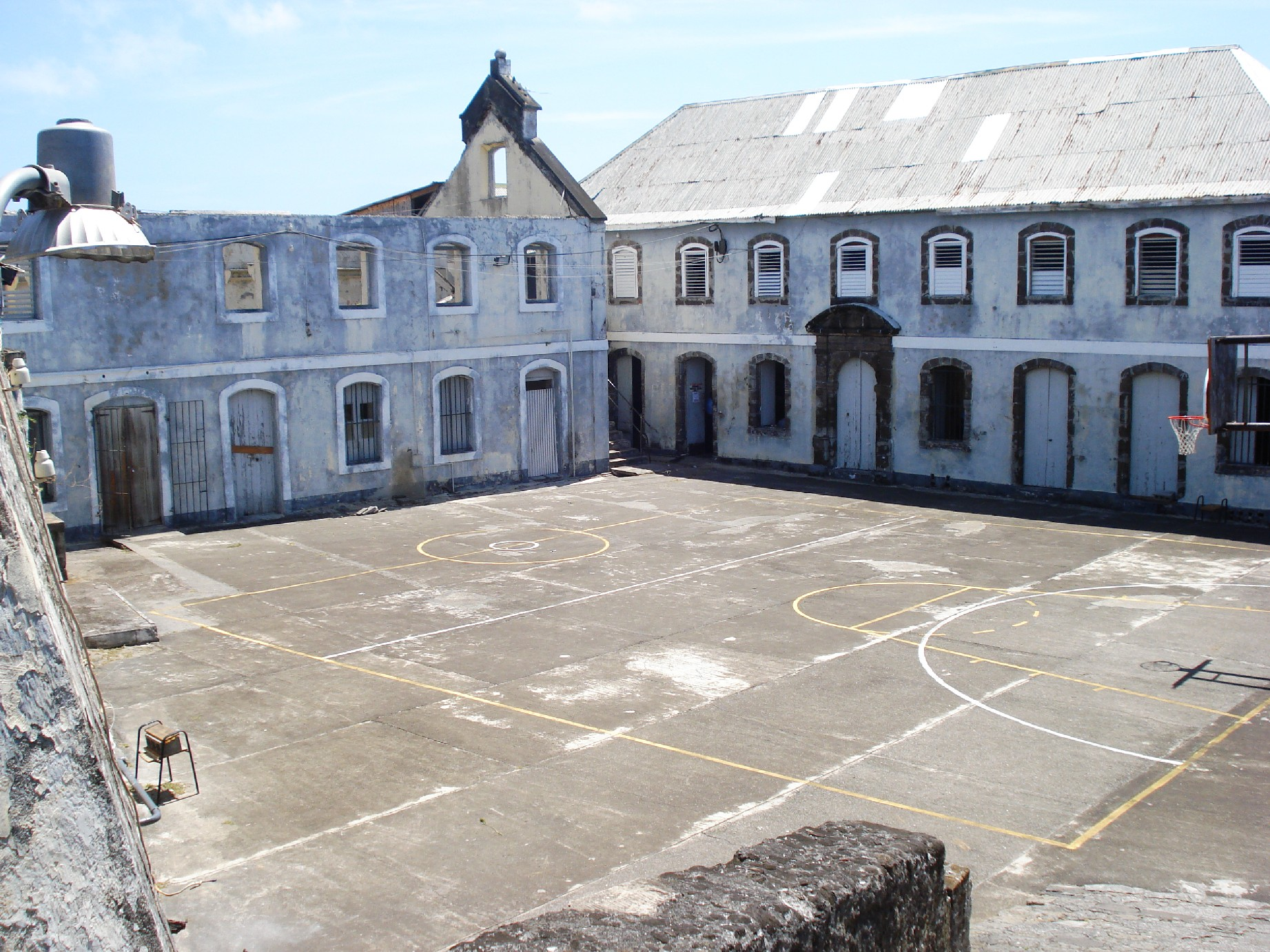
Le Fort Royal.

### Développement et changement de domination
Entre-temps, l'établissement colonial d'origine situé à l'extrémité est du port, appelé Saint Louis en l'honneur du roi Louis IX de France, plus tard connu sous le nom de Port Louis, s'est avéré sujet aux inondations au Paludisme, de sorte qu'une nouvelle ville a été construite sous le nom de Ville de Fort Royal ("Fort Royal Town"). Lorsque l'île a été cédée à la Grande-Bretagne par le traité de Paris en 1763, la nouvelle administration l'a rebaptisée Saint George's Town, du nom du saint patron de l'Angleterre, et Fort Royal a été rebaptisé Fort George, du nom du roi George III.

### Le grand incendie de 1775
Le 1er novembre 1775, un incendie s'est déclaré dans la ville de Saint-Georges, connu sous le nom de "great fire of St George's" (grand incendie de Saint-Georges). Après le grand incendie, la plupart des pensions de famille de Granby Street ont été déplacées à Gouyave.[réf. nécessaire]

### Période coloniale britannique
Après le retrait de Bridgetown, à la Barbade, au milieu des années 1880, St. George's est devenue la capitale de remplacement de l'ancienne colonie des Îles-du-Vent britanniques.

### Indépendance et événements récents

#### Le Tikal et l'indépendance
Le Tikal a été le premier magasin d'artisanat d'art de la Grenade et a ouvert ses portes en décembre 1959. La Grenade a obtenu son indépendance de la Grande-Bretagne en 1974.

#### Coup d'État et intervention américaine
À la suite d'un coup d'État de gauche en 1983, l'île a été envahie par les troupes américaines et un gouvernement pro-américain a été rétabli.

#### Ouragan Ivan et reconstruction
En 2004, St. George's et le reste de la Grenade ont été sévèrement frappés par l'ouragan Ivan. L'ouragan a laissé d'importantes destructions sur l'île et a paralysé une grande partie de l'infrastructure de l'île. On estime qu'environ 90 % des maisons de l'île ont été endommagées et que les muscadiers, qui sont essentiels à l'économie de la Grenade, ont été dévastés. Un an plus tard, avec l'aide de donateurs internationaux (le Canada, les États-Unis, la Chine, le Venezuela, Trinité-et-Tobago et l'Union européenne), la Grenade a connu un revirement significatif dans ses efforts de reconstruction.

#### Coupe du monde de cricket et développement touristique
En 2007, la Grenade a participé comme prévu à l'organisation de la Coupe du monde de cricket 2007. George's est désormais l'une des dix premières destinations pour les voyages de plaisance.

## Patrimoine

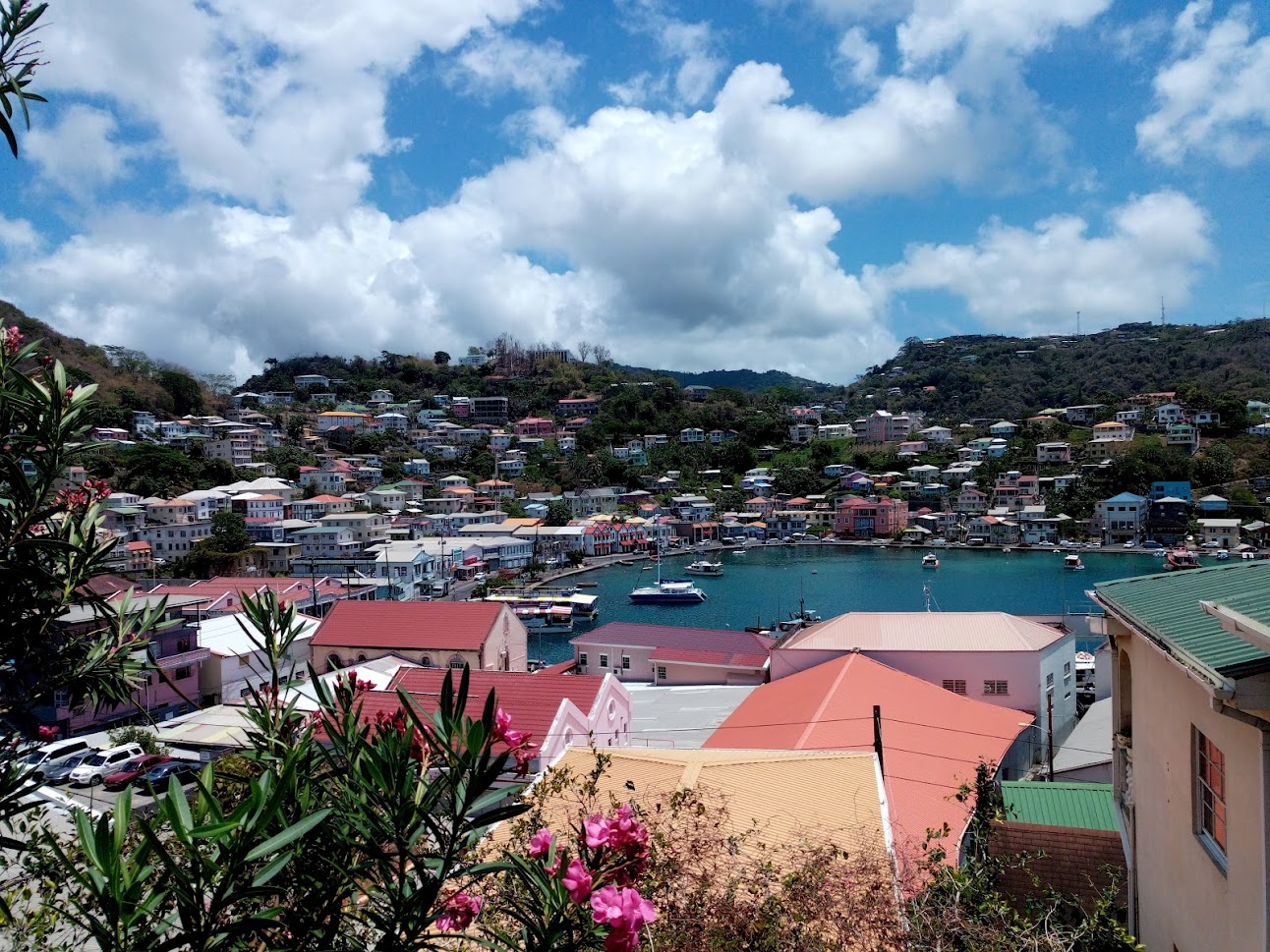
The Carenage.

### Chutes de Sainte-Marguerite
Ainsi nommées car elles passent par sept des chutes d'eau de montagne du Grand Etang, nichées dans la végétation émeraude de la forêt tropicale. Le sentier prend environ trois heures, même pour les randonneurs expérimentés[réf. nécessaire].

### Cathédrale catholique romaine
- La cathédrale de l'Immaculée-Conception. La tour de la cathédrale Saint-Georges a été construite en 1818. L'intérieur de l'église est peint de couleurs vives[11].

### Église anglicane

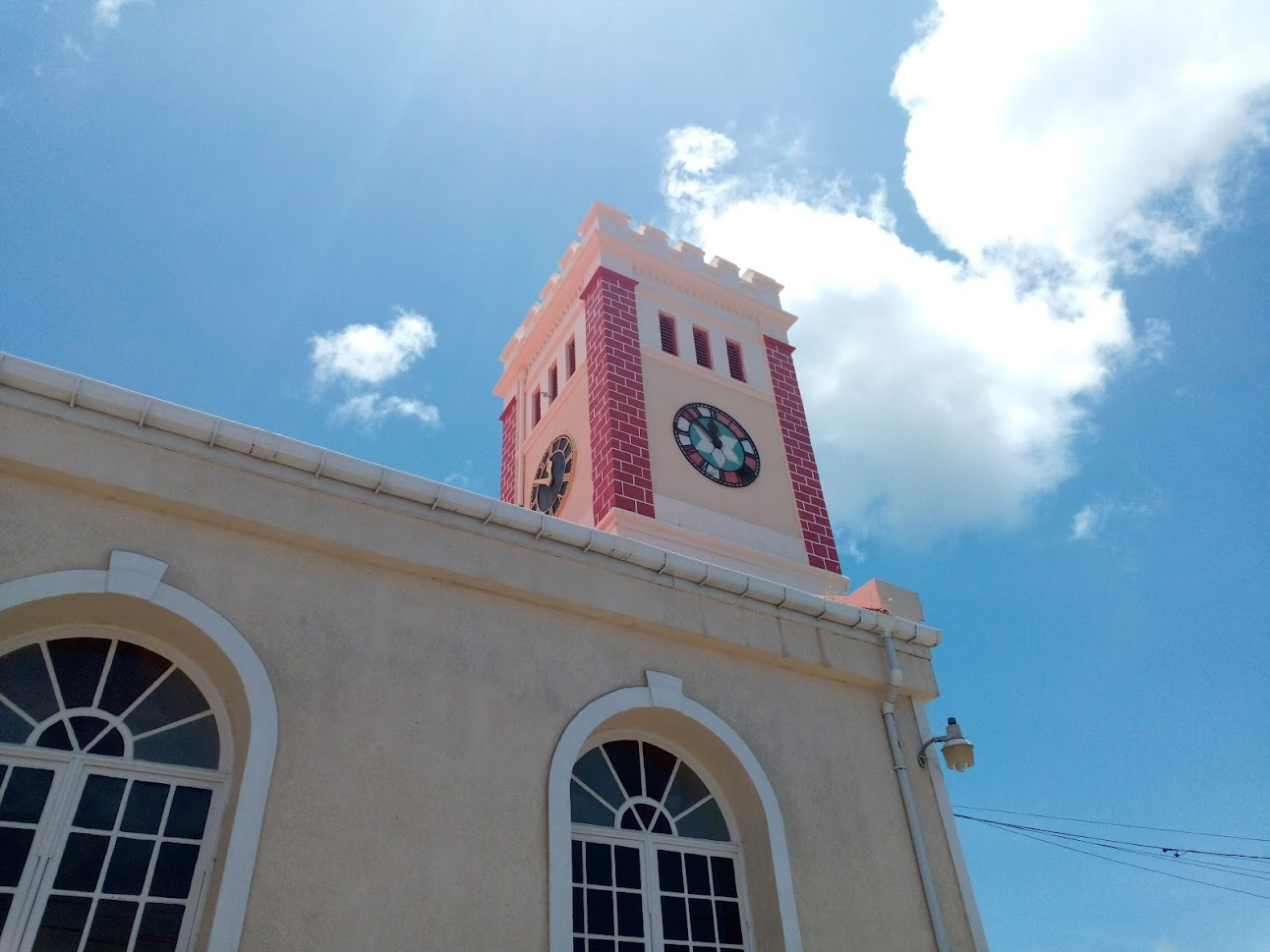
Église anglicane reconstruite en 2019.

L'église anglicane de Saint-Georges a été construite en 1825, et une horloge a été ajoutée plus tard en 1904, jouant les carillons de Westminster toutes les heures. L'église est restée en ruine pendant une décennie après avoir subi de lourds dommages causés par l'ouragan Ivan en 2004, période durant laquelle elle a continué à être utilisée de manière informelle par les habitants pour la prière ainsi que pour les cours scolaires. Après plusieurs années de travaux de reconstruction depuis le milieu des années 2010, le bâtiment a retrouvé sa fonction d'église.

### Fort George
Situé sur le promontoire à l'ouest du port se trouve le Fort George. Construit en 1705 par les Français, bon nombre des bâtiments sont maintenant utilisés par la police. Une des pièces a été transformée en salle de sport et une autre en sorte d'atelier de couture. Une grande partie du fort est encore intacte et ouverte aux visiteurs.
Cependant, les bâtiments sont très délabrés, en raison d'une combinaison de dommages causés par les ouragans et de négligence, et il y a peu ou pas d'informations à l'intérieur du fort lui-même. La vue depuis les remparts est magnifique. Il y a un droit d'entrée de 2,00 $ par personne pour visiter le fort.

### Musée national de la Grenade
Le musée national de la Grenade est installé dans des casernes françaises datant de 1704, qui ont ensuite servi de prison. Le bâtiment a également été utilisé comme premier hôtel de l'île. Le musée expose une variété d'objets historiques, y compris des artefacts caribes et arawaks, des machines et équipements de transformation du sucre, des objets de l'industrie baleinière, et le bain en marbre de Joséphine Bonaparte.

### Autres sites
- Stade national de cricket
- Marché de produits frais de Saint-Georges
- Plage de Grande Anse, centres commerciaux, hôtels
- Aéroport international Maurice Bishop (Pointe Saline)
- Bâtiment du Parlement, également connu sous le nom de York House, abrite la Chambre des représentants, le Sénat et la Cour suprême
- Résidence du Gouverneur général, bureaux gouvernementaux
- Complexe du Fort Frederick"[14]